# Залив Бабушкина
Зали́в Ба́бушкина — залив у северного берега Охотского моря, прилегающий к юго-западному окончанию полуострова Пьягина.
В западный берег залива вдаётся бухта Астрономическая, в северный — бухта Средняя, а в северо-восточный — бухта Шхиперова. Средняя величина прилива — 4 метра.
Залив вдаётся в сушу примерно на 30 километров. Ширина у входа около 70 километров, глубина 50—88 метра.
Залив Бабушкина с октября по май покрыт льдом.
Название залива связано с одноимённой горой, название которой в переводе с эвенк. Эноган-ковкан означает  «Бабушка-камень», связано с местной легенде о женщине-шамане, которая жила в данной местности. Данное поверье записал в XVIII веке Я. Линденау, также по версии С. П. Крашенинникова местное название происходит от «енолкан» что значит «бабушка».. В 1-м издании «БСЭ» описывается как «Бабушкина губа», в 3-м издании «БСЭ» этимология названия залива связана с памятью М. С. Бабушкина.
На высоких скалистых берегах залива гнездятся такие редкие птицы как монгольский зуёк и короткоклювый пыжик.
Первыми русскими, которые достигли залива, были казаки середины XVII века, во время покорения Дальнего Востока.